# Spéculation à prime
La Spéculation à prime, ou marchés conditionnels est un système de spéculation très ancien à la Bourse de Paris, décrit par les textes officiels parlent d'un « jeu de primes ». Il consistait en un jeu d'options d'achat et de vente, permettant d'acheter ou vendre des obligations, mais de renoncer finalement à la transaction si le cours n'est pas parvenu au niveau espéré.

## Histoire
Les marchés conditionnels, à terme ou à prime, font leur retour officiel à la Bourse de Paris en 1844
 après avoir déjà été répertoriés au XVIIIe siècle. Comme les techniques du marché à terme, celles du marché à prime, ont été introduites en France par le banquier écossais John Law dans les années 1710 et utilisées à grande échelle lors de la vaste spéculation créée par le Système de Law.
Le 9 janvier 1720, le Régent exige que la Mississippi lui reprenne ses actions à 9 000 livres. John Law alors invente un instrument financier de plus, « les primes » : déposer 1 000 livres, donne le droit d'acheter l'action pour 10 000 livres pendant six mois. Les spéculateurs préfèrent "les primes" aux actions, la rumeur espérant que ces dernières montent à 18 000 livres. Vendre à 10 000 livres permettait d’acheter 10 "primes" , qui sont devenues l’objectif principal des spéculateurs.
Alphonse Courtois en donne la définition suivante dans son Traité des opérations de Bourse de 1862: "l'acte par lequel l'acheteur renonce au marché en consentant à payer la prime s'appelle abandon de la prime. Dans le cas contraire, on dit que l'on lève, et alors le marché à prime devient ferme et se traite comme toute opération ferme".